# راتلند (آیووا)
راتلند (به انگلیسی: Rutland) شهری در ایالت آیووا کشور ایالات متحده آمریکا است که جمعیت آن در سرشماری سال ۲۰۱۰ میلادی، ۱۲۶ نفر بوده‌است.